# 難波村
難波村（なんばむら）は愛媛県風早郡のち温泉郡にあった村である。1951年（昭和26年）に南隣の正岡村とともに北条町に新設合併し、自治体としては廃止された。その後、北条市を経て、現在は松山市の一部。地域名としては、小学校名などとして今日まで受け継がれている。

## 地理
高縄半島の西部、現在の松山市の北部、旧北条市の北に接する。高縄山系の北三方が森に源流を発する立岩川の右岸下流。村の北西部では高縄半島の西麓の山々が瀬戸内海（斎灘）に突き出し波妻の鼻という岬を形成、周囲は磯海岸を形成している。一方、立岩川の河口付近は砂浜を形成している。
北には特徴ある山容を見せる腰折山、恵良山などが浅海村との間に横たわる。このため、浅海村との行き来には峠道を通る必要があったが、1911年（明治44年）に県道として今治街道が開通し海岸線通りを用いることができるようになった。

### 村名の由来
難波の名は風波の荒いことに由来するものともいわれる。当地一帯は「風早」とも称される。瀬戸内海に面しているが、斎灘が広がり地形的に北西が開けている関係で、沿岸部は北西の季節風をまともに受ける形となる。
和名抄に「難波郷」とあり風早郡5郷の一つとして記されているなど古い歴史を有する。

## 社会

### 地域・集落
合併・発足前の旧4村がそのまま大字として継承。
庄（しょう）、中通（なかどおり）、上難波（かみなんば）、下難波（しもなんば）
大浜（現在ではJR四国の大浜駅がある）は大字下難波に属する一つの字であった。長浜、城脇、家ノ谷、兎ケ城、長谷などの地区がある。
集落は主として村の北側に横たわる山地の麓付近に立地しており、古寺もあり古くから形成された集落であることがうかがえる。集落の南側、立岩川との間には水田が広がる。
今日もほとんど都市化・市街化の波には洗われていない地域である。

### 人口・世帯数
- 1904年（明治37年）　399戸、2138人
- 1921年（大正10年）　402戸、2295人

　参考　2020年（令和2年）　472世帯、1173人

### 教育
- 難波小学校　1873年（明治6年）中通東禅寺に簡易小学校として設置、1881年（明治14年）現在地に移転、1891年（明治24年）尋常小学校となる。以後、学制の変更や、村立、北条市立の時期を経て松山市立難波小学校として今日に至る[5]。
- 中学校　1949年（昭和24年）北条・難波・正岡の3校が統合し組合立北温中学校[6]、さらに北条市となってから後の1966年（昭和41年）4月に北温・立岩・浅海の3校が統合し　北条市立北条北中学校となる[7]（現在は松山市立）され、現在に至る。同校の立地するのは旧難波村の地域ではないため、地域内に中学校は現存しない。

## 歴史
平安期から郷名がみられる。
戦国期には河野氏が治めた。
 藩政期 
伊予松山藩に属した。
 明治以降 

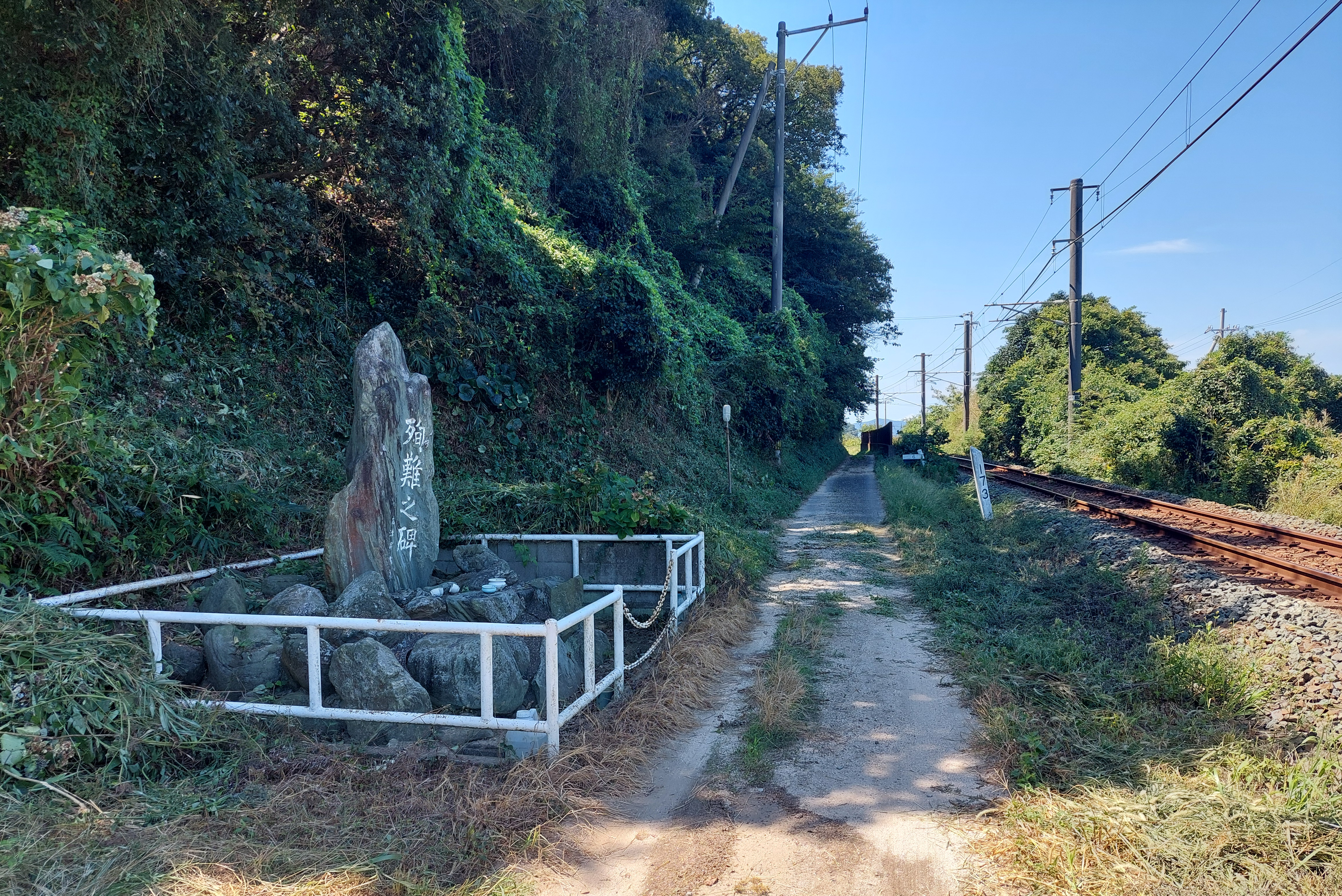
予讃線事件の殉難碑（左）

- 1889年12月15日 - 町村制施行により旧風早郡上難波村、下難波村、中通村、庄村が合併し風早郡難波村として発足。
- 1897年4月1日 - 風早郡が温泉郡に編入され温泉郡難波村となる。
- 1949年5月9日 - 村内の予讃本線で列車転覆事件発生。
- 1951年4月1日 - 温泉郡北条町、正岡村と合併し温泉郡北条町となり消滅。

## 産業
農業を生業とした。腰折山や恵良山の山腹から麓にかけての一帯は大正期前期にナシの栽培が盛んであった。柑橘類の栽培はそれからやや時期が経ってから盛んになった。

## 交通

### 道路
- 今治街道

### 鉄道
- 国鉄予讃本線が村内を通っていたが駅は設置されなかった（大浦駅は1991年開業）。

## 名所・旧跡
- 鎌大師（大字下難波）
- 庄薬師堂（大字庄）